# Khaleej Times Trophy 2001/02
Die Khaleej Times Trophy 2001/02 war ein Drei-Nationen-Turnier, das vom 26. Oktober bis zum 4. November 2001 in den Vereinigten Arabischen Emiraten im One-Day Cricket ausgetragen wurde. Bei dem zur internationalen Cricket-Saison 2001/02 gehörenden Turnier nahmen die Mannschaften aus Pakistan, Simbabwe und Sri Lanka teil. Im Finale konnte sich Pakistan mit 5 Wickets gegen Sri Lanka durchsetzen.

## Vorgeschichte
Simbabwe bestritt zuvor eine Tour gegen England, Pakistan und Sri Lanka bestritten Spiele der Asian Test Championship 2001/02 gegen Bangladesch.
Das Turnier fand in der Folge der Terroranschläge am 11. September 2001 und dem Beginn des Kriegs in Afghanistan statt.
Daraufhin wurden die Sicherheitsvorkehrungen verschärft.

## Format
In einer Vorrunde spielte jede Mannschaft gegen jede einmal. Für einen Sieg gab es vier, für ein Unentschieden oder No Result 2 Punkte. Des Weiteren wurden Bonuspunkte vergeben. Die beiden Gruppenersten qualifizierten sich für das Finale und spielten dort um den Turniersieg.

## Stadion
Der folgende Austragungsort wurde für das Turnier ausgewählt.
| Stadion                             | Stadt   | Kapazität | Spiele            |
| ----------------------------------- | ------- | --------- | ----------------- |
| Sharjah Cricket Association Stadium | Sharjah | 27.000    | Vorrunde & Finale |

## Kaderlisten
Pakistan benannte seinen Kader am 13. Oktober 2001.
Sri Lanka benannte seinen kader am 15. Oktober 2001.
Simbabwe benannte seinen Kader am 17. Oktober 2001.
| ODI | ODI | ODI |
| Pakistan | Simbabwe | Sri Lanka |
| --- | --- | --- |
| - Waqar Younis (K) - Abdul Razzaq - Azhar Mahmood - Danish Kaneria - Inzamam-ul-Haq - Mohammad Yousuf - Naved Latif - Rashid Latif (wk) - Saeed Anwar - Shahid Afridi - Shoaib Akhtar - Shoaib Malik - Taufeeq Umar - Wasim Akram - Younis Khan | - Brian Murphy (K) - Gary Brent - Stuart Carlisle - Dilon Ebrahim - Sean Ervine - Andy Flower (wk) - Grant Flower - Travis Friend - Trevor Gripper - Doug Mariller - Mluleki Nkala - Henry Olonga - Heath Streak - Craig Wishart | - Sanath Jayasuriya (K) - Russel Arnold - Marvan Atapattu - Charitha Buddhika - Kumar Dharmasena - Dilhara Fernando - Avishka Gunawardene - Mahela Jayawardene - Romesh Kaluwitharana (wk) - Dulip Liyanage - Muttiah Muralitharan - Prabath Nissanka - Kumar Sangakkara (wk) - Chamara Silva - Chaminda Vaas |

## Spiele

### Vorrunde
Tabelle
| Teams     | Sp. | S | N | U | R | NR | BP | Punkte | NRR    |
| --------- | --- | - | - | - | - | -- | -- | ------ | ------ |
| Sri Lanka | 4   | 3 | 1 | 0 | 0 | 0  | 3  | 15     | +0.997 |
| Pakistan  | 4   | 3 | 1 | 0 | 0 | 0  | 1  | 13     | +0.423 |
| Simbabwe  | 4   | 0 | 4 | 0 | 0 | 0  | 0  | 0      | −1.385 |

Sieg: 4 Punkte; Remis: 2 Punkte
Spiele
| 26. Oktober Scorecard | Sharjah | Sri Lanka 256-6 (50)          | – | Simbabwe 193 (50) |
|                       |         | Sri Lanka gewinnt mit 63 Runs |   |                   |

| 27. Oktober Scorecard | Sharjah | Pakistan 176 (46.2)             | – | Sri Lanka 177-3 (38.1) |
|                       |         | Sri Lanka gewinnt mit 7 Wickets |   |                        |

| 28. Oktober Scorecard | Sharjah | Pakistan 279-6 (50)           | – | Simbabwe 173 (39.1) |
|                       |         | Pakistan gewinnt mit 106 Runs |   |                     |

| 30. Oktober Scorecard | Sharjah | Sri Lanka 250 (49.4)          | – | Simbabwe 171-8 (50) |
|                       |         | Sri Lanka gewinnt mit 79 Runs |   |                     |

| 31. Oktober Scorecard | Sharjah | Pakistan 261-9 (50)          | – | Simbabwe 232 (46.2) |
|                       |         | Pakistan gewinnt mit 29 Runs |   |                     |

| 2. November Scorecard | Sharjah | Sri Lanka 272-9 (50)           | – | Pakistan 273-3 (49.2) |
|                       |         | Pakistan gewinnt mit 7 Wickets |   |                       |

### Finale
| 4. November Scorecard | Sharjah | Sri Lanka 173 (44.2)           | – | Pakistan 177-5 (43.4) |
|                       |         | Pakistan gewinnt mit 5 Wickets |   |                       |